# Hans Leopold Meyer
(Johannes) Hans Leopold Meyer (* 31. März 1871 in Wien; † 28. November 1942 in KZ Theresienstadt) war ein österreichischer organischer Chemiker.

## Familie
Sein Vater, Gotthelf Karl Meyer (1844–1905) war Jurist, Großhändler, Schriftsteller und Generalkonsul der Republik Guatemala in Wien. Schon der Großvater Isaak Lewin († 1871) aus dem mecklenburgischen Stavenhagen war hier Konsul. Seine Mutter, Clara Regina (1847–1924), war eine Tochter des Mainzer Kaufmanns Benedikt Goldschmidt (1818–1906). Er und seine Geschwister Stefan Meyer und Hertha, die Immanuel Friedlaender heiratete, wurden christlich erzogen.
1898 heiratete er in Prag Ottilie Pribram (1876–1919), die Tochter des Juristen Otto Pribram (1844–1917; Bruder des Chemikers Richard Pribram) und der Leonore, geb. Popper. Mit ihr hatte er drei Söhne und eine Tochter. 1921 heiratete er die promovierte Prager Chemikerin Alice Hofmann (1891–1981), die Tochter von Josef Hofmann und Paula Zeckendorf.

## Werdegang
Hans Leopold Meyer studierte an der Bergakademie Freiberg, an der Technischen Hochschule Wien und an den Universitäten in Heidelberg und Wien, bei Josef Herzig. 1894 erwarb er seinen Dr. phil.
Er wurde zunächst an der TH Wien Assistent an der Lehrkanzel für analytische Chemie. Mit Herzig untersuchte er Naturstoffe und entwickelte eine Methode zur quantitativen Bestimmung von stickstoffgebundenem Alkyl, die ein wertvolles Hilfsmittel bei der Ermittlung von Alkaloidstrukturen wurde.
1897 wurde er Adjunkt an der Deutschen Universität in Prag. Ferner war er an der Deutschen Technischen Hochschule ab 1897 Privatdozent, ab 1904 a.o. Professor und ab 1908 o. Professor für allgemeine und analytische Chemie. 1911 wurde er auch an der Deutschen Universität Prag o. Professor für Chemie.
Zu seinen Schülern zählten Hans Tropsch und Hans Kautsky. 1936 ging er aus gesundheitlichen Gründen in den Ruhestand. Er starb 1942 im KZ Theresienstadt.

## Ehrungen
- 1899 wurde er zum Mitglied der Leopoldina gewählt.[2]
- 1905 erhielt er den Lieben-Preis.
- Eine Gedenkstele der Leopoldina in Halle (Saale) zum Andenken von neun Mitgliedern der Akademie, die in den Konzentrationslagern der Nationalsozialisten ermordet wurden oder an den unmenschlichen und grausamen Bedingungen der Lagerhaft starben, erinnert auch an Hans Meyer.[3]

## Veröffentlichungen
- Anleitung zur quantitativen Bestimmung der Atomgruppen; 1897
- Analyse und Konstitutionsermittlung organischer Verbindungen; 1903
- mit Karl Steiner: Notiz zur Bestimmung des Alkyls am Stickstoff; 1914
- Lehrbuch der organische-chemischen Methodik; 3 Bände; 1922–1940